# Liste de villes d'Argentine
Liste des principales villes d'Argentine :

## Les cent villes principales en 2020

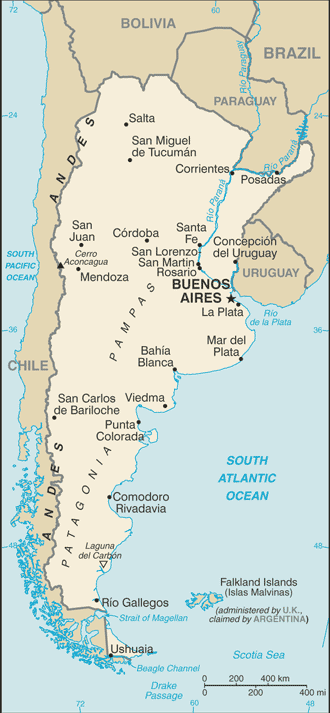
Carte des villes d'Argentine

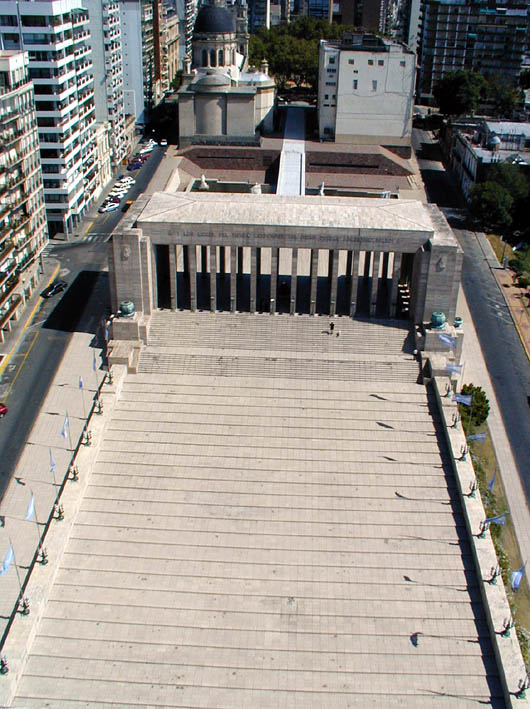
Rosario

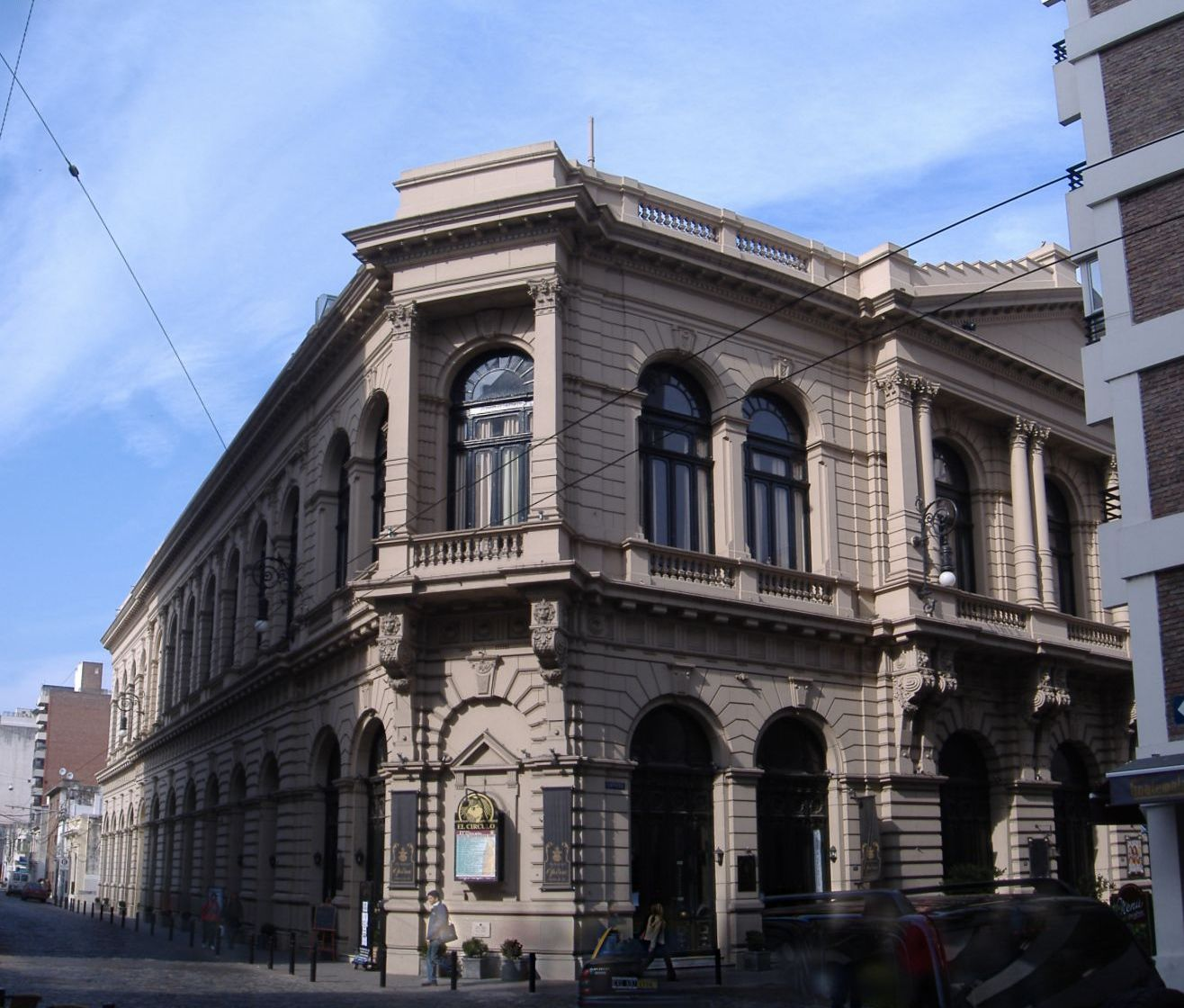
Mendoza

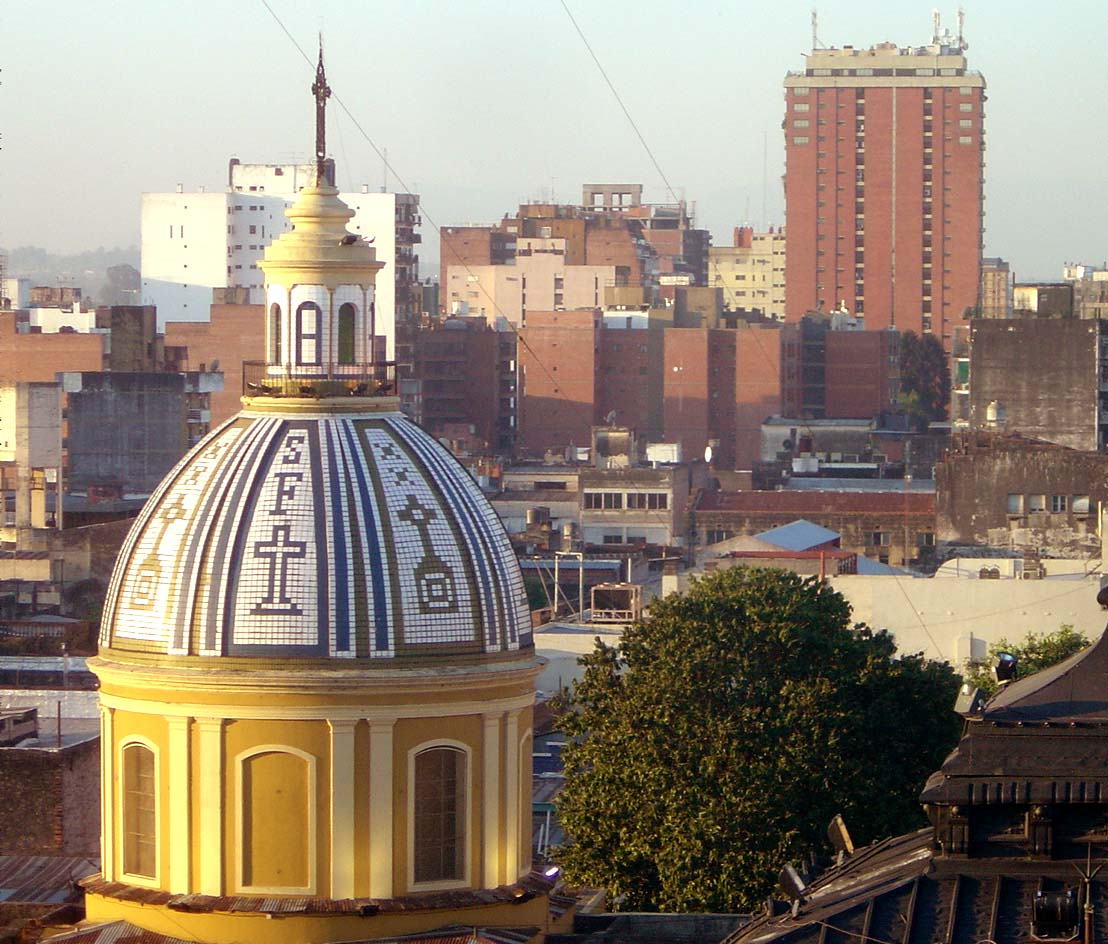
San Miguel de Tucumán

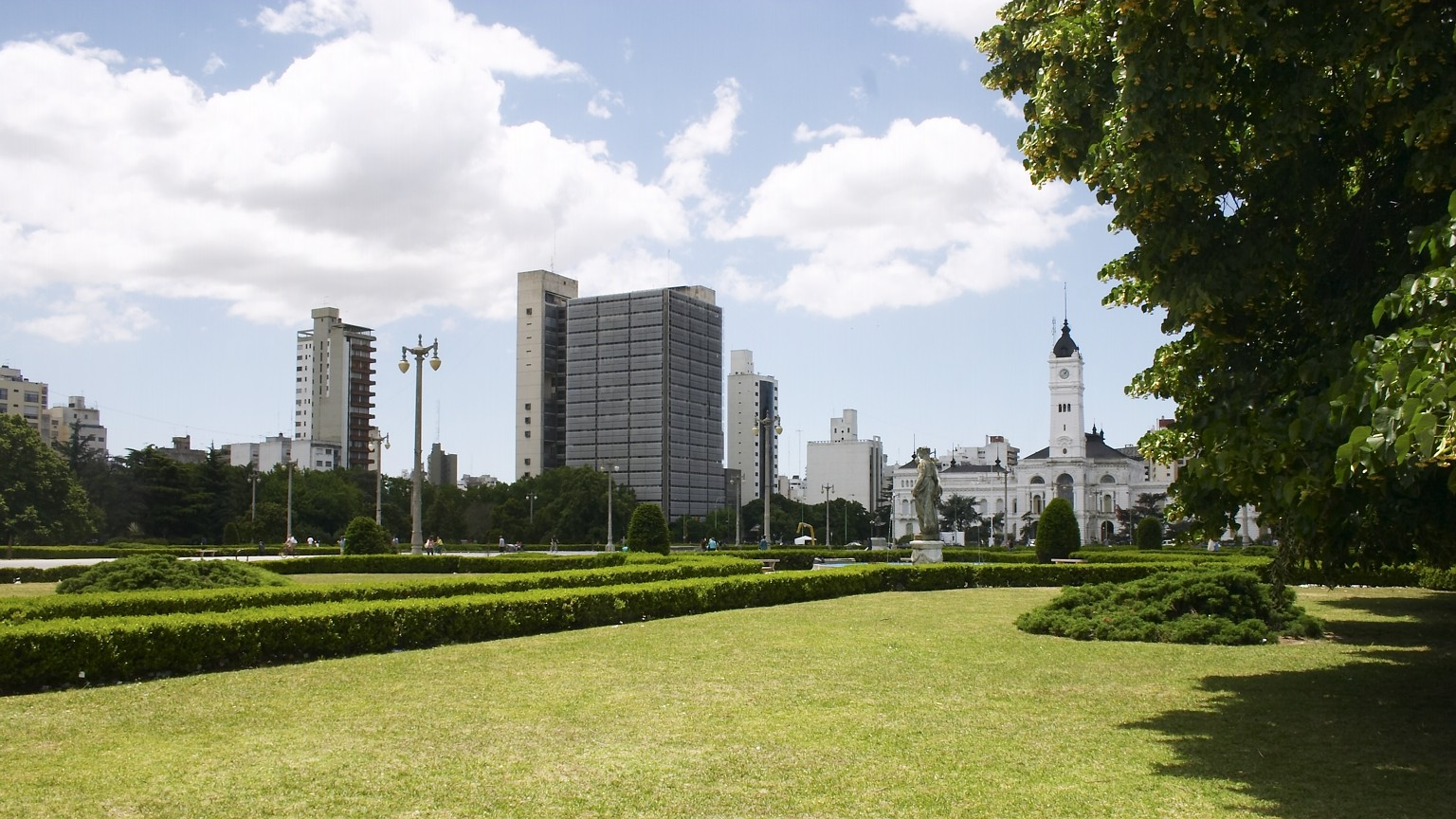
La Plata

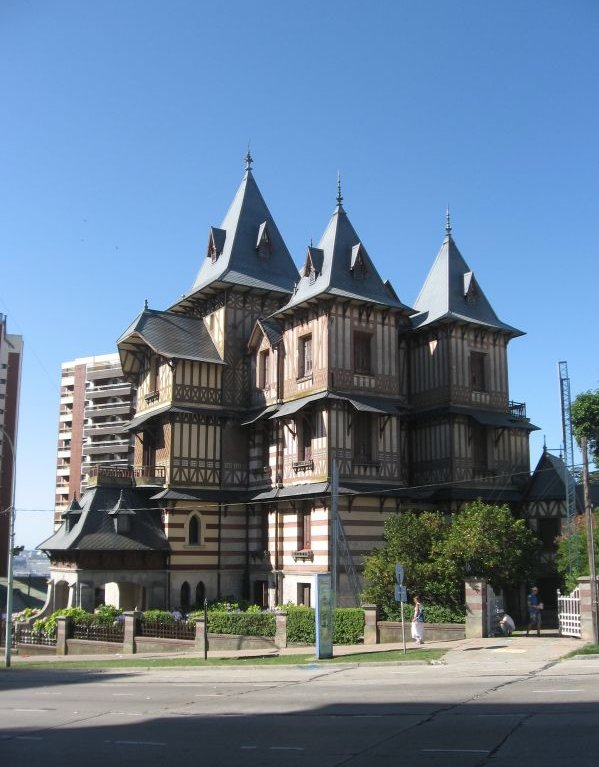
Mar del Plata

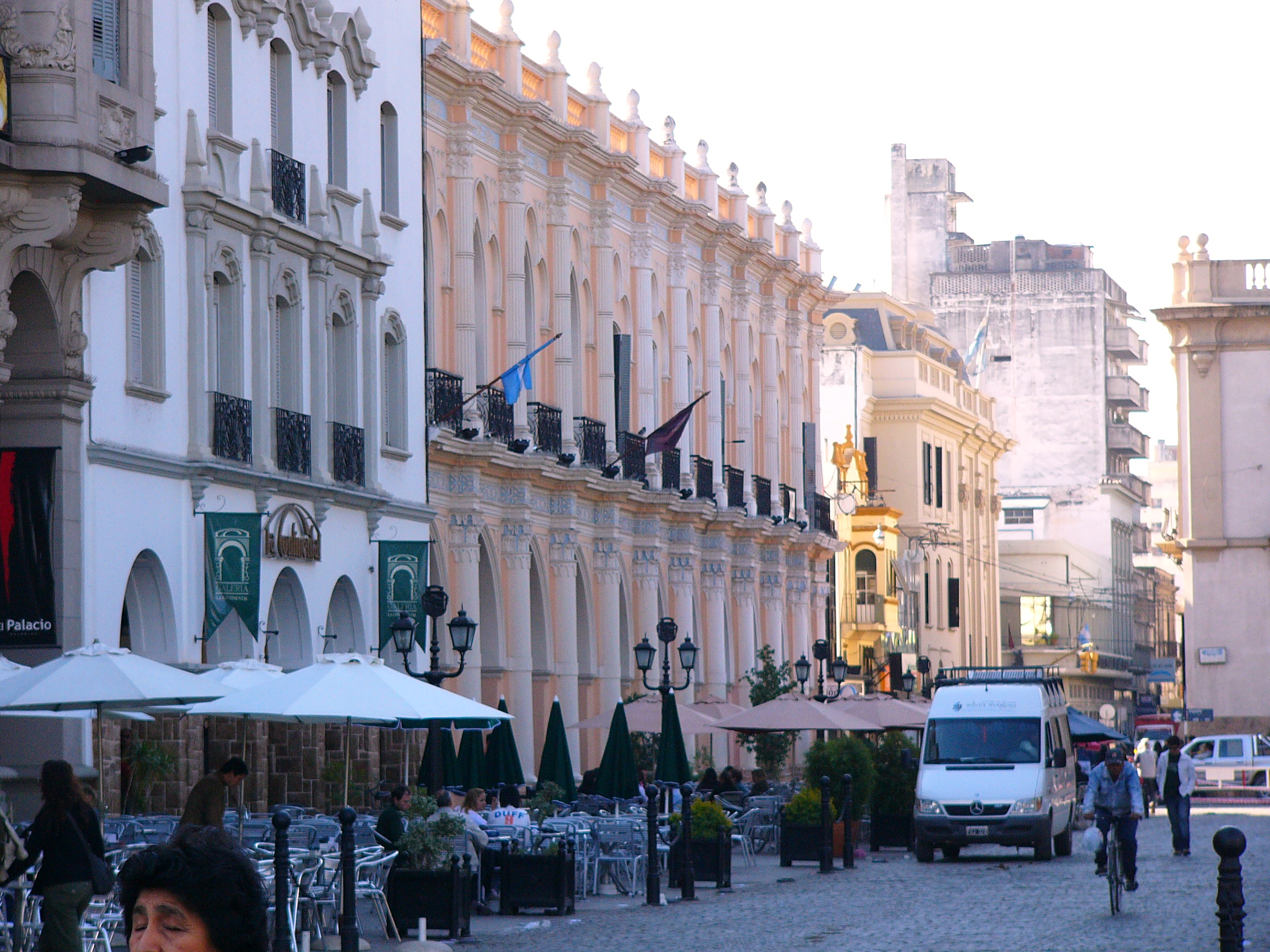
Salta (Buenos Aires)

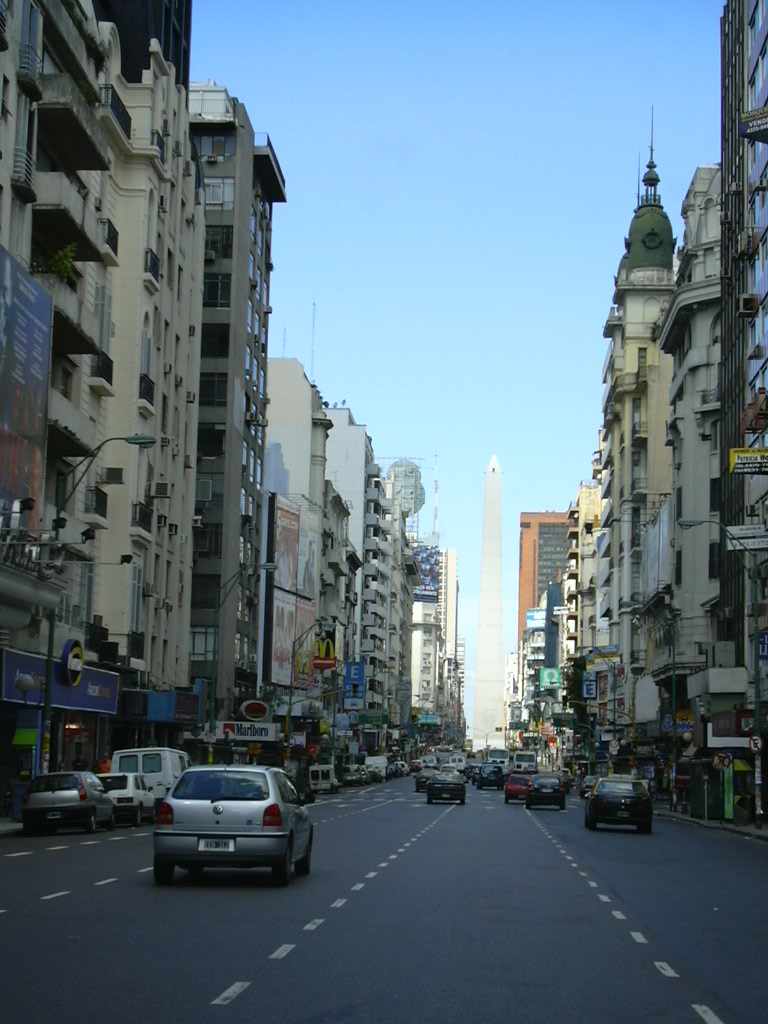
Buenos Aires, avenida Corrientes.

| Rang | Villes                     | Province                                              | Est. 2008  |
| ---- | -------------------------- | ----------------------------------------------------- | ---------- |
| 1    | Buenos Aires               | Buenos Aires                                          | 12.789.000 |
| 2    | Córdoba                    | Córdoba                                               | 1. 272.000 |
| 3    | Rosario                    | Santa Fe                                              | 1.242.000  |
| 4    | Mendoza                    | Mendoza                                               | 885.000    |
| 5    | San Miguel de Tucumán      | Tucumán                                               | 789.000    |
| 6    | La Plata                   | Buenos Aires                                          | 732.000    |
| 7    | Mar del Plata              | Buenos Aires                                          | 604.000    |
| 8    | Salta                      | Salta                                                 | 516.000    |
| 9    | Santa Fe                   | Santa Fe                                              | 493.000    |
| 10   | San Juan                   | San Juan                                              | 453.000    |
| 11   | Resistencia                | Chaco                                                 | 377.000    |
| 12   | Santiago del Estero        | Santiago del Estero                                   | 357.000    |
| 13   | Corrientes                 | Corrientes                                            | 345.000    |
| 14   | Bahía Blanca               | Buenos Aires                                          | 304.000    |
| 15   | San Salvador de Jujuy      | Jujuy                                                 | 298.000    |
| 16   | Posadas                    | Misiones                                              | 287.000    |
| 17   | Paraná                     | Entre Rios                                            | 268.000    |
| 18   | Neuquén                    | Neuquén                                               | 255.000    |
| 19   | Formosa                    | Formosa                                               | 229.000    |
| 20   | Catamarca                  | Catamarca                                             | 196.000    |
| 21   | San Luis                   | San Luis                                              | 192.000    |
| 22   | La Rioja                   | La Rioja                                              | 172.000    |
| 23   | Río Cuarto                 | Córdoba                                               | 161.000    |
| 24   | San Rafael                 | Mendoza                                               | 158.000    |
| 25   | Concordia                  | Entre Rios                                            | 148.000    |
| 26   | Comodoro Rivadavia         | Chubut                                                | 141.000    |
| 27   | San Nicolás de los Arroyos | Buenos Aires                                          | 134.000    |
| 28   | Bariloche                  | Río Negro                                             | 130.000    |
| 29   | Trelew                     | Chubut                                                | 125.000    |
| 30   | Santa Rosa                 | La Pampa                                              | 116.000    |
| 31   | Tandil                     | Buenos Aires                                          | 101.010    |
| 32   | Villa Mercedes             | San Luis                                              | 96.781     |
| 33   | Villa María                | Córdoba                                               | 88.643     |
| 34   | Zárate                     | Buenos Aires                                          | 86.686     |
| 35   | Pergamino                  | Buenos Aires                                          | 85.487     |
| 36   | Olavarría                  | Buenos Aires                                          | 83.738     |
| 37   | Reconquista                | Santa Fe                                              | 82.892     |
| 38   | Junín                      | Buenos Aires                                          | 82.427     |
| 39   | Rafaela                    | Santa Fe                                              | 82.416     |
| 40   | Necochea                   | Buenos Aires                                          | 79.983     |
| 41   | San Martín                 | Mendoza                                               | 79.662     |
| 42   | Rio Gallegos               | Santa Cruz                                            | 79.144     |
| 43   | Campana                    | Buenos Aires                                          | 77.838     |
| 44   | Roque Sáenz Peña           | Chaco                                                 | 76.794     |
| 45   | Gualeguaychú               | Entre Rios                                            | 75.516     |
| 46   | General Roca               | Rio Negro                                             | 69.672     |
| 47   | Venado Tuerto              | Santa Fe                                              | 68.426     |
| 48   | Luján                      | Buenos Aires                                          | 67.266     |
| 49   | Orán                       | Salta                                                 | 66.915     |
| 50   | Goya                       | Corrientes                                            | 66.709     |
| 51   | Cipolletti                 | Río Negro                                             | 66.299     |
| 52   | Concepción del Uruguay     | Entre Ríos                                            | 64.954     |
| 53   | Ushuaïa                    | Terre de Feu, Antarctique et Îles de l'Atlantique Sud | 64.000     |
| 54   | San Francisco              | Córdoba                                               | 58.779     |
| 55   | Puerto Madryn              | Chubut                                                | 57.791     |
| 56   | Villa Carlos Paz           | Córdoba                                               | 56.407     |
| 57   | Tartagal                   | Salta                                                 | 56.308     |
| 58   | San Pedro de Jujuy         | Jujuy                                                 | 55.220     |
| 59   | Azul                       | Buenos Aires                                          | 53.054     |
| 60   | Chivilcoy                  | Buenos Aires                                          | 52.938     |
| 61   | Río Grande                 | Terre de Feu, Antarctique et Îles de l'Atlantique Sud | 52.681     |
| 62   | General Pico               | La Pampa                                              | 52.475     |
| 63   | Mercedes                   | Buenos Aires                                          | 51.967     |
| 64   | Oberá                      | Misiones                                              | 51.503     |
| 65   | Eldorado                   | Misiones                                              | 47.556     |
| 66   | Clorinda                   | Formosa                                               | 47.004     |
| 67   | Viedma                     | Rio Negro                                             | 46.948     |
| 68   | Concepción                 | Tucumán                                               | 46.561     |
| 69   | Río Tercero                | Córdoba                                               | 46.167     |
| 70   | Tres Arroyos               | Buenos Aires                                          | 45.986     |
| 71   | Cutral Có                  | Neuquén                                               | 45.768     |
| 72   | Villa Constitución         | Santa Fe                                              | 44.144     |
| 73   | General San Martín         | Jujuy                                                 | 43.701     |
| 74   | San Lorenzo                | Santa Fe                                              | 43.039     |
| 75   | Alta Gracia                | Córdoba                                               | 42.538     |
| 76   | San Pedro                  | Buenos Aires                                          | 42.151     |
| 77   | Paso de los Libres         | Corrientes                                            | 40.494     |
| 78   | Villa Ángela               | Chaco                                                 | 38.020     |
| 79   | Tafí Viejo                 | Tucumán                                               | 36.695     |
| 80   | Ciudad Perico              | Jujuy                                                 | 36.320     |
| 81   | Caleta Olivia              | Santa Cruz                                            | 36.077     |
| 82   | Gualeguay                  | Entre Rios                                            | 35.963     |
| 83   | Balcarce                   | Buenos Aires                                          | 35.150     |
| 84   | Chacabuco                  | Buenos Aires                                          | 34.958     |
| 85   | Nueve de Julio             | Buenos Aires                                          | 34.350     |
| 86   | Esperanza                  | Santa Fe                                              | 33.672     |
| 87   | Bragado                    | Buenos Aires                                          | 32.830     |
| 88   | City Bell                  | Buenos Aires                                          | 32.646     |
| 89   | Bell Ville                 | Córdoba                                               | 32.336     |
| 90   | Curuzú Cuatiá              | Corrientes                                            | 31.875     |
| 91   | Puerto Iguazú              | Misiones                                              | 31.515     |
| 92   | Zapala                     | Neuquén                                               | 31.231     |
| 93   | Aguilares                  | Tucumán                                               | 31.201     |
| 94   | Casilda                    | Santa Fe                                              | 31.127     |
| 95   | Mercedes                   | Corrientes                                            | 30.961     |
| 96   | Trenque Lauquen            | Buenos Aires                                          | 30.764     |
| 97   | Chascomús                  | Buenos Aires                                          | 30.670     |
| 98   | Pehuajó                    | Buenos Aires                                          | 29.639     |
| 99   | Chilecito                  | La Rioja                                              | 29.453     |
| 100  | Villaguay                  | Entre Ríos                                            |            |

### Sources
- (de) Cet article est partiellement ou en totalité issu de l’article de Wikipédia en allemand intitulé « Liste der Städte in Argentinien » (voir la liste des auteurs).